# Джаянти (дочь Индры)
Джаянти (санскр. जयन्ती, IAST: Jayantī, букв. ‚победа‘ (ж. р.)) — в индийской мифологии — дочь Индры, царя дэвов и правителя Небес, и его супруги Шачи. Джаянти описывается как жена Шукры, бога планеты Венера, а также гуру асуров. В их браке родилась дочь, Деваяни. Джаянти описывается как сестра Джаянты. Иногда её отождествляют с Урджасвати, другой женой Шукры.

## В текстах
Джаянти появляется прежде всего в описании одного события, а именно рассказа о её браке с Шукрой. Рассказ присутствует во многих индуистских писаниях с некоторыми вариациями в соответствии с толкованиями. Этими текстами являются Вайю-пурана, Матсья-пурана, Брахманда-пурана, Деви Бхагавата-пурана и Падма-пурана.

## Легенды
Матсья Пурана повествует, что асуры были почти уничтожены в битве с дэвами. Тогда их гуру, Шукра, отправился на гору Кайлас, чтобы добиться содействия бога Шивы и приобрести новые силы, чтобы спасти асуров от гибели. Шукра совершает суровый тапас (аскезы). Дэвы пытаются уничтожить оставшихся асуров и их миры, а также мать Шукры, Кавьямату. Но после того, как убитая Кавьямата воскресает, Индра, царь дэвов, беспокоится, что Шукра добился успеха и асуры перегруппируются, а за тем снова нападут. Он посылает свою дочь Джаянти служить Шукре и делать все возможное для блага Индры.
В Деви Бхагавата Пуране царь богов Индра так же приказывает Джаянти соблазнить мудреца, чтобы прервать и нарушить его аскезы. Джаянти недовольна методами своего отца, но все же идет на Кайлас, чтобы выполнить его приказ. На Кайласе она становится служительницей Шукры и верно работает для него. Джаянти обмахивает его банановыми листами, набирает для него прохладную ароматную воду и собирает свежие цветы, в том числе траву дарбха для его поклонений. Она также стоит на жаре и использует свою верхнюю одежду, чтобы сделать тень мудрецу. Джаянти готовит для него теплую постель и обмахивает его, пока он не заснет. Она также говорит сладкие слова, чтобы доставить удовольствие мудрецу. Джаянти служит ему как послушная последовательница и игнорирует указания отца нарушить аскезу Шукры.
В «Матсья-пуране» Джаянти поступает так же. Спустя тысячу лет Шива наконец явился Шукре и, довольный подвижничеством, дарует ему силы, которые он желал. Довольный Шукра разговаривает с Джаянти и обещает наградить её за её услуги. По её просьбе он женится на ней и проводит с ней десять лет. Шукра создает магическую оболочку, чтобы они становились невидимыми для мира и оставались нетронутыми. В других версиях Джаянти просит Шукра создать вокруг них дымку, чтобы их занятия любовью были скрыты от мира. Падма Пурана продлевает период до ста лет.
Спустя десять лет Шукра свободен от своего обещания, и Джаянти позволяет ему навестить своих учеников, демонов. Матсья-пурана и Брахманда-пурана рассказывают, что союз пары рождает дочь по имени Деваяни. В индуистском эпосе «Махабхарата», в котором подробно описывается жизнь Деваяни, упоминается, что она дочь Джаянти. Однако Деви Бхагавата Пурана это отрицает и изображает её дочерью Урджасвати, другой жены Шукры.